# Санна Ґронлід
Санна Ґронлід (норв. Sanna Grønlid нар. 2 травня 1959) — норвезька біатлоністка, володарка Великого кришталевого глобусу в сезоні 1984/1985, дворазова чемпіонка світу з біатлону.

## Життєпис
У 1980-х роках, Санна була однією з найуспішніших представниць жіночого біатлону. На відміну від багатьох інших спортсменок, їй вдалося досягти успіху як на кубкових змаганнях, так і на чемпіонатах світу.
Після перемоги двох її товаришок по команді Ґрю Оствік та Метте Местад у загальному заліку Кубка світу в перших двох сезонах, Санна стала переможницею цього заліку у третьому сезоні (1984/1985), та третьою норвежкою, яка очолила загальному заліку Кубка світу. У попередньому сезоні 1983/1984 і наступному сезоні 1985/1986 Ґронлід була другою, а у сезоні 1986/1987 — третьою. Таким чином вона була першою спортсменкою, яка у чотирьох поспіль сезонах входила до чільної трійки загальному заліку.
Ґронлід двічі ставала чемпіонкою світу: 1985 року, вона виграла спринтерську гонкку, а в 1987 — індивідуальну. Крім того, вона ставала двічі срібною медалісткою чемпіонату світу у спринті: у 1984 і 1985 роках, а у 1986 році здобула бронзу в індивідуальній гонці. Також разом з норвезькою збірною, вона, з 1984 року по 1987 рік, виграла дві срібні і дві бронзові медалі.
Загалом з двома золотими, чотирма срібними та трьома бронзовими медалями Ґронлід є однією з найуспішніших норвезьких біатлоністок.

## Загальний залік в Кубку світу
- 1983-1984 — -е місце
- 1984-1985 — -е місце
- 1985-1986 — -е місце
- 1986-1987 — -е місце